# Алле-оп!
«Алле-оп!» (англ. Allez Oop) — американська чорно-біла німа кінокомедія Бастера Кітона 1934 року.

## Сюжет
Скромний годинникар Бастер одного разу пішов у цирк з одним зі своїх клієнтів - чарівною молодою дівчиною. Їй, однак, дуже сподобався один з циркачів, але ревнивий Бастер не сумує. Тепер він має намір обіграти циркача на його ж полі.

## У ролях
- Бастер Кітон — Елмер
- Дороті Себаст'ян — Паула Стевенс
- Джордж Дж. Льюїс — Великий Аполлон
- Гаррі Маєрс — цирковий глядач
- The Flying Escalantes — акробатична трупа